# Kizárások a Formula–1-ben
A Formula–1-es világbajnokság versenyein történt kizárások listája.

## 1950–1959
| Dátum               | Nagydíj          | Versenyző/csapat                         | Szabálytalanság                           | Büntetés                                                                                                |
| ------------------- | ---------------- | ---------------------------------------- | ----------------------------------------- | --- |
| 1954. január 17.    | argentin nagydíj | Mike Hawthorn (Ferrari)                  | Megpördülés után segítséggel indult újra. | 52 kör után kiintették fekete zászlóval.                                                                |
| 1954. január 17.    | argentin nagydíj | Jean Behra (Gordini)                     | Megpördülés után segítséggel indult újra. | 61 kör után kiintették.                                                                                 |
| 1958. szeptember 7. | olasz nagydíj    | Masten Gregory Carroll Shelby (Maserati) | Versenyzőcsere.                           | Negyedik helyezésük után nem kaptak pontot. A mögöttük végzett versenyzők helyezése változatlan maradt. |

## 1960–1969
| Dátum            | Nagydíj          | Versenyző/csapat                                  | Szabálytalanság                                    | Büntetés                                                                                                |
| ---------------- | ---------------- | ------------------------------------------------- | -------------------------------------------------- | --- |
| 1960. február 7. | argentin nagydíj | Maurice Trintignant Stirling Moss (Cooper–Climax) | Versenyzőcsere.                                    | Harmadik helyezésük után nem kaptak pontot. A mögöttük végzett versenyzők helyezése változatlan maradt. |
| 1960. február 7. | portugál nagydíj | Stirling Moss (Lotus–Climax)                      | Menetiránnyal szembeni visszatérés kicsúszás után. | Megfosztották ötödik helyezésétől. A mögötte végzők egy-egy helyezéssel előbbre léptek.                 |
| 1963. június 30. | francia nagydíj  | Graham Hill (BRM)                                 | Idegen segítség a rajtnál.                         | Harmadik helyezése után nem kapott pontot. A mögötte végzett versenyzők helyezése változatlan maradt.   |

## 1970–1979
| Dátum               | Nagydíj          | Versenyző/csapat                  | Szabálytalanság                               | Büntetés |
| ------------------- | ---------------- | --------------------------------- | --------------------------------------------- | --- |
| 1975. október 5.    | amerikai nagydíj | Clay Regazzoni (Ferrari)          | Akadályozás lekörözöttként.                   | 24 kör után fekete zászlóval kiintették. Csapatvezetője a verseny folytatására biztatta, de négy kör múlva eleget tett a büntetésnek.                                                                            |
| 1976. július 18.    | brit nagydíj     | James Hunt (McLaren–Ford)         | Jogosulatlan részvétel a megismételt rajtnál. | Két hónappal a verseny után a vetélytárs csapatok tiltakozásának helyt adva megfosztották győzelmétől. A mögötte végzett versenyzők egy-egy hellyel előrébb léptek, a futamgyőztes Niki Lauda lett a Ferrarival. |
| 1978. július 30.    | német nagydíj    | James Hunt (McLaren–Ford)         | Helytelen behajtás a bokszutcába.             | 34 kör után kiintették. |
| 1978. július 30.    | német nagydíj    | Rolf Stommelen (Arrows–Ford)      | Helytelen behajtás a bokszutcába.             | Megfosztották 11. helyezésétől, a mögötte végzett versenyző egy helyet előbbre lépett. |
| 1978. augusztus 13. | német nagydíj    | Carlos Reutemann (Ferrari)        | Idegen segítség igénybevétele.                | 28 kör után kiintették. |
| 1978. augusztus 13. | német nagydíj    | Derek Daly (Ensign–Ford)          | Idegen segítség igénybevétele.                | 38 kör után kiintették, három körrel később eleget tett a büntetésnek. |
| 1978. augusztus 27. | holland nagydíj  | Vittorio Brambilla (Surtees–Ford) | Idegen segítség igénybevétele.                | 30 kör után kiintették, hét körrel később eleget tett a büntetésnek. |

## 1980–1989
| Dátum                          | Nagydíj                          | Versenyző/csapat                                                                           | Szabálytalanság | Büntetés |
| ------------------------------ | -------------------------------- | ------------------------------------------------------------------------------------------ | --- | --- |
| 1981. július 18.               | brit nagydíj                     | Elio de Angelis (Lotus–Ford)                                                               | Fehér és sárga zászló figyelmen kívül hagyása. | Fekete zászlóval kiintették, 25 kör után kiállt. |
| 1982. március 21.              | brazil nagydíj                   | Nelson Piquet (Brabham–Ford)                                                               | Súlyhatár alatti autó. | Megfosztották győzelmétől, a mögötte végzett versenyzők két-két hellyel előrébb léptek (a két kizárás miatt). |
| 1982. március 21.              | brazil nagydíj                   | Keke Rosberg (Williams–Ford)                                                               | Súlyhatár alatti autó. | Megfosztották második helyezésétől, a mögötte végzett versenyzők két-két hellyel előrébb léptek (a két kizárás miatt). |
| 1982. április 4.               | nyugat-amerikai nagydíj          | Gilles Villeneuve (Ferrari)                                                                | Szabálytalan hátsó szárny. | Megfosztották harmadik helyezésétől, a mögötte végzett versenyzők egy-egy hellyel előrébb léptek. |
| 1982. április 25.              | San Marinó-i nagydíj             | Manfred Winkelhock (ATS–Ford)                                                              | Súlyhatár alatti autó. | Megfosztották hatodik helyezésétől. (A többiek helyezését nem befolyásolta, mert több értékelhető távot teljesített versenyző nem volt.) |
| 1982. május 9.                 | belga nagydíj                    | Niki Lauda (McLaren–Ford)                                                                  | Súlyhatár alatti autó. | Megfosztották harmadik helyezésétől, a mögötte végzett versenyzők egy-egy hellyel előrébb léptek. |
| 1983. március 13.              | brazil nagydíj                   | Andrea de Cesaris (Alfa Romeo)                                                             | Súlymérés elmulasztása. | Nem fejezhette be az időmérő edzést, így nem vehetett részt a futamon sem. |
| 1983. március 13.              | brazil nagydíj                   | Keke Rosberg (Williams–Ford)                                                               | Idegen segítség igénybevétele a bokszutcában. | Megfosztották második helyezésétől, a mögötte végzett versenyzők helyezése és pontszáma azonban nem változott, a futamnak hivatalosan nem lett második helyezettje. |
| 1983. március 13.              | brazil nagydíj                   | Elio de Angelis (Lotus–Renault) (Lotus–Ford)                                               | Tiltott autócsere (Renault-motoros autóval kvalifikálta magát, Ford Cosworth-motoros autóval indult a futamon). | Megfosztották 13. helyezésétől, a mögötte végzett versenyzők egy-egy hellyel előrébb léptek. |
| 1983. június 12.               | kanadai nagydíj                  | Danny Sullivan (Tyrrell–Ford)                                                              | Súlyhatár alatti autó. | Megfosztották 9. helyezésétől, a mögötte végzett versenyzők egy-egy hellyel előrébb léptek. |
| 1983. augusztus 7.             | német nagydíj                    | Niki Lauda (McLaren–Ford)                                                                  | Hátramenet a bokszutcában. | Megfosztották ötödik helyezésétől, a mögötte végzett versenyzők egy-egy hellyel előrébb léptek. |
| 1983. augusztus 28.            | holland nagydíj                  | Manfred Winkelhock (ATS–BMW)                                                               | Késve indult a felvezető körre, a rajtrács vége helyett saját helyét foglalta el. | 50 kör után fekete zászlóval kiintették. |
| 1983. október 15.              | dél-afrikai nagydíj              | John Watson (McLaren–TAG)                                                                  | Késve indult a felvezető körre, a rajtrács vége helyett saját helyét foglalta el. | 18 kör után fekete zászlóval kiintették. |
| 1984. augusztus 19.            | osztrák nagydíj                  | Stefan Bellof (Tyrrell–Ford)                                                               | Súlyhatár alatti autó az időmérőn. | Kizárták az időmérőről, nem indulhatott a futamon. |
| 1984. július 18./augusztus 29. | 1984-es Formula–1 világbajnokság | Stefan Bellof (Tyrrell–Ford) Martin Brundle (Tyrrell–Ford) Stefan Johansson (Tyrrell–Ford) | Rögzítetlen ólomgolyók elhelyezése az üzemanyagtartályban, az üzemanyag dúsítása érdekében. | A detroiti nagydíjat követően elvették a Tyrrell csapat addigi pontjait és helyezéseit, a versenyzőik mögött végzettek adott esetben előrébb léptek. A csapat fellebbezett, addig indulhattak a futamokon, de továbbra sem érhettek el érvényes helyezést. A holland és olasz nagydíj között elutasították a fellebbezést, a hátralévő futamokon nem indulhatott a csapat. |
| 1985. május 5.                 | San Marinó-i nagydíj             | Alain Prost (McLaren–TAG)                                                                  | Súlyhatár alatti autó. | Megfosztották győzelmétől, a mögötte végzett versenyzők egy-egy hellyel előrébb léptek, a futamot Elio de Angelis nyerte Lotus–Renault-val. |
| 1985. november 3.              | ausztrál nagydíj                 | Elio de Angelis (Lotus–Renault)                                                            | Késve indult a felvezető körre, a rajtrács vége helyett saját helyét foglalta el. | 17 kör után kiintették fekete zászlóval, egy kör múlva eleget tett a büntetésnek. |
| 1986. szeptember 7.            | olasz nagydíj                    | Alain Prost (McLaren–TAG)                                                                  | Autócsere a a bokszutcában az újraindított felvezető kör kezdete után. | 26 kör után kiintették fekete zászlóval, egy kör múlva leállt az autója. |
| 1987. szeptember 7.            | brazil nagydíj                   | Adrián Campos (Minardi–Motori Moderni)                                                     | Késve indult a felvezető körre, a rajtrács vége helyett saját helyét foglalta el. | 3 kör után kiintették fekete zászlóval. |
| 1987. november 15.             | ausztrál nagydíj                 | Ayrton Senna (Lotus–Honda)                                                                 | A megengedettnél szélesebb beömlőnyílás a fékhűtőben. | Megfosztották második helyétől, a mögötte végzett versenyzők egy-egy hellyel előrébb léptek. |
| 1988. április 3.               | brazil nagydíj                   | Ayrton Senna (McLaren–Honda)                                                               | Autócsere a bokszutcában a felvezető kör kezdete után. | 31 kör után fekete zászlóval kiintették. |
| 1988. augusztus 28.            | belga nagydíj                    | Thierry Boutsen (Benetton–Ford)                                                            | Szabálytalan üzemanyag. | Megfosztották harmadik helyezésétől, a mögötte végzett versenyzők két-két hellyel előrébb léptek (a két kizárás miatt). |
| 1988. augusztus 28.            | belga nagydíj                    | Alessandro Nannini (Benetton–Ford)                                                         | Szabálytalan üzemanyag. | Megfosztották negyedik helyezésétől, a mögötte végzett versenyzők két-két hellyel előrébb léptek (a két kizárás miatt). |
| 1989. március 26.              | brazil nagydíj                   | Nicola Larini (Osella–Ford)                                                                | Szabálytalan rajt. | 10 kör után fekete zászlóval kiintették. |
| 1989. április 23.              | San Marinó-i nagydíj             | Olivier Grouillard (Ligier–Ford)                                                           | Szabálytalan javítás az újraindítás előtt. | 4 kör után fekete zászlóval kiintették. |
| 1989. június 18.               | kanadai nagydíj                  | Nigel Mansell (Ferrari)                                                                    | A felvezető kör után a bokszba hajtottak slick gumira váltani, majd a tilos jelzés hiánya miatt idejekorán kihajtottak, a mezőny elé vágva (a hibát a stewardok követték el, de az mezőny elé vágás szabálytalan volt). | Az első körben kizárták a két versenyzőt. |
| 1989. június 18.               | kanadai nagydíj                  | Alessandro Nannini (Benetton–Ford)                                                         | A felvezető kör után a bokszba hajtottak slick gumira váltani, majd a tilos jelzés hiánya miatt idejekorán kihajtottak, a mezőny elé vágva (a hibát a stewardok követték el, de az mezőny elé vágás szabálytalan volt). | Az első körben kizárták a két versenyzőt. |
| 1989. június 18.               | kanadai nagydíj                  | Stefan Johansson (Onyx–Ford)                                                               | Bokszkiállásnál magával rántotta az elemelő légbeömlőjét, és jelzés ellenére nem állt meg a bokszutca kijáratánál. | 13 kör után kiintették fekete zászlóval. |
| 1989. szeptember 24.           | portugál nagydíj                 | Nigel Mansell (Ferrari)                                                                    | Hátramenet a bokszutcában, majd fekete zászló figyelmen kívül hagyása, kizárás utáni ütközés. | Fekete zászlóval kiintették, ennek ellenére pályán maradt, ütközve Ayrton Sennával. Egy futamról eltiltották, a spanyol nagydíjon a Ferrari egy versenyzővel indult. |
| 1989. október 22.              | japán nagydíj                    | Ayrton Senna (McLaren–Honda)                                                               | Ütközés után idegen segítség igénybevétele és kanyarátvágás. | Megfosztották győzelmétől, a mögötte végzett versenyzők egy-egy hellyel előrébb léptek, a futamot Alessandro Nannini nyerte Benetton–Forddal. Ezzel Senna hátránya a világbajnokságban behozhatatlanná vált. |

## 1990–1999
| Dátum                | Nagydíj          | Versenyző/csapat                        | Szabálytalanság | Büntetés |
| -------------------- | ---------------- | --------------------------------------- | --- | --- |
| 1990. május 27.      | monacói nagydíj  | Nelson Piquet (Benetton–Ford)           | Kicsúszás után idegen segítség igénybevétele.                                                                                    | 34 kör után kiintették. |
| 1990. július 8.      | francia nagydíj  | Andrea de Cesaris (Dallara–Ford)        | Súlyhatár alatti autó. | Megfosztották 15. helyezésétől, a mögötte végzett versenyzők egy-egy hellyel előrébb léptek. |
| 1990. július 29.     | német nagydíj    | Philippe Alliot (Ligier–Ford)           | Idegen segítség igénybevétele.                                                                                                   | Kiintették, mielőtt sikerült volna egy kört megtennie. |
| 1991. szeptember 22. | portugál nagydíj | Nigel Mansell (Williams–Renault)        | Rossz kerékrögzítés után tiltott helyen szervizelés a bokszutcában.                                                              | 51 kör után fekete zászlóval kiintették. |
| 1992. június 14.     | kanadai nagydíj  | Bertrand Gachot (Larrousse–Lamborghini) | Idegen segítség igénybevétele.                                                                                                   | 14 kör után fekete zászlóval kiintették. |
| 1993. május 9.       | spanyol nagydíj  | Andrea de Cesaris (Tyrrell–Yamaha)      | Idegen segítség igénybevétele.                                                                                                   | 42 kör után fekete zászlóval kiintették. |
| 1994. március 27.    | brazil nagydíj   | Eddie Irvine (Jordan–Hart)              | Veszélyes manőver, ütközés okozása.                                                                                              | Eredetileg egy versenyre tiltották el. A Jordan fellebbezését elutasították, sőt három futamra súlyosbították az eltiltást, miután visszaesőnek találták. A következő futamon Szuzuki Aguri, az azt követő két versenyen Andrea de Cesaris indult helyette. |
| 1994. június 12.     | kanadai nagydíj  | Christian Fittipaldi (Footwork–Ford)    | Súlyhatár alatti autó. | Megfosztották hatodik helyezésétől, a mögötte végzett versenyzők egy-egy hellyel előrébb léptek. |
| 1994. július 10.     | kanadai nagydíj  | Michael Schumacher (Benetton–Ford)      | Öt másodperces stop-and-go büntetés (felvezető körben előzés miatt) kései letöltése, majd fekete zászló figyelmen kívül hagyása. | Fekete zászlóval kiintették, de a pályán maradt. A Benetton vezetőinek közbelépésére a futam közben visszavonták a fekete zászlót, utólag azonban megfosztották Schumachert a második helyétől, a mögötte végzett versenyzők így egy-egy hellyel előrébb léptek; ezen felül két futamra el is tiltották. A Benetton fellebbezett, amit augusztus 30-án elutasítottak. Az eltiltást így az olasz és a portugál nagydíjon kellett letölteni, helyette JJ Lehto indult. |
| 1994. július 31.     | német nagydíj    | Mika Häkkinen (McLaren–Peugeot)         | Tömegkarambol okozása a rajtnál.                                                                                                 | Egy futamra eltiltották. A magyar nagydíjon Philippe Alliot indult helyette. |
| 1994. augusztus 28.  | belga nagydíj    | Michael Schumacher (Benetton–Ford)      | Az előírtnál vékonyabb padlólemez.                                                                                               | Megfosztották győzelmétől, a mögötte végzett versenyzők egy-egy hellyel előrébb léptek. A futamot így Damon Hill nyerte Williams–Renault-val. A csapat próbált azzal védekezni, hogy megpördülés miatt kopott le a lemez, de nem fogadták el az érvelésüket. |
| 1994. szeptember 25. | portugál nagydíj | Olivier Panis (Ligier–Renault)          | Szabálytalan padlólemez. | Megfosztották 9. helyezésétől, a mögötte végzett versenyzők egy-egy hellyel előrébb léptek. |
| 1995. március 26.    | brazil nagydíj   | Michael Schumacher Benetton–Renault)    | Szabálytalan üzemanyag. | Eredetileg meg akarták fosztani a győzelmétől, de elfogadták az érvelést, hogy az üzemanyaggyártó Elf hibázott, így megtarthatta helyezését és pontjait. A Benetton–Renault azonban nem kapta meg a pontokat a konstruktőrök értékelésében. |
| 1995. március 26.    | brazil nagydíj   | David Coulthard (Williams–Renault)      | Szabálytalan üzemanyag. | Eredetileg meg akarták fosztani a második helyezésétől, de elfogadták az érvelést, hogy az üzemanyaggyártó Elf hibázott, így megtarthatta helyezését és pontjait. A Williams–Renault azonban nem kapta meg a pontokat a konstruktőrök értékelésében. |
| 1995. május 28.      | monacói nagydíj  | Andrea Montermini (Pacific–Ilmor)       | Stop-and-go büntetés előírtnál későbbi letöltése.                                                                                | 23 kör után kiintették. |
| 1996. április 28.    | európai nagydíj  | Mika Salo (Tyrrell–Yamaha)              | Súlyhatár alatti autó. | Megfosztották 10. helyezésétől, a mögötte végzett versenyzők egy (illetve a másik kizárás miatt egyesek két) hellyel előrébb léptek. |
| 1996. április 28.    | európai nagydíj  | Katajama Ukjó (Tyrrell–Yamaha)          | Idegen segítség igénybevétele a rajtrácson.                                                                                      | Megfosztották 12. helyezésétől, a mögötte végzett versenyzők két-két hellyel előrébb léptek. |
| 1996. június 30.     | francia nagydíj  | Johnny Herbert (Sauber–Ford)            | Szabálytalan karosszéria. | Megfosztották 11. helyezésétől, a mögötte végzett versenyzők egy-egy hellyel előrébb léptek. |
| 1997. augusztus 24.  | francia nagydíj  | Mika Häkkinen (McLaren–Mercedes)        | Szabálytalan üzemanyag-használat.                                                                                                | Megfosztották harmadik helyezésétől, a mögötte végzett versenyzők egy-egy hellyel előrébb léptek. |
| 1997. október 12.    | japán nagydíj    | Jacques Villeneuve (Williams–Renault)   | Sárga zászló figyelmen kívül hagyása a szabadedzésen.                                                                            | Eredetileg eltiltották volna a futamról, de a Williams fellebbezett. A verseny után visszavonták a fellebbezést, így megfosztották ötödik helyezésétől, a mögötte végzett versenyzők egy-egy hellyel előrébb léptek. |
| 1997. október 26.    | európai nagydíj  | Michael Schumacher (Ferrari)            | Szándékosan nekiütközött a másik bajnokesélyes, Jacques Villeneuve autójának.                                                    | Megfosztották a világbajnokságban elért második helyezésétől, a mögötte végzett versenyzők egy-egy hellyel előrébb léptek a tabellán. A futamhelyezései azonban megmaradtak, valamint a Ferrari is megtarthatta a konstruktőrök világbajnokságában az általa szerzett pontokat. |
| 1998. március 29.    | brazil nagydíj   | Damon Hill (Jordan–Mugen-Honda)         | Súlyhatár alatti autó. | Megfosztották 10. helyezésétől, a mögötte végzett versenyző egy hellyel előrébb lépett. |
| 1999. május 30.      | spanyol nagydíj  | Rubens Barrichello (Stewart–Ford)       | Szabálytalan méretű padlólemez.                                                                                                  | Megfosztották 8. helyezésétől, a mögötte végzett versenyzők egy-egy hellyel előrébb léptek. |
| 1999. június 27.     | francia nagydíj  | Takagi Toranoszuke (Arrows)             | Szabálytalan kerékhasználat (a csapattársának jegyzett kerekek).                                                                 | Megfosztották 11. helyezésétől, a mögötte végzett versenyző egy hellyel előrébb lépett. |

## 2000–2009
| Dátum                | Nagydíj                          | Versenyző/csapat                                                     | Szabálytalanság | Büntetés |
| -------------------- | -------------------------------- | -------------------------------------------------------------------- | --- | --- |
| 2000. március 12.    | ausztrál nagydíj                 | Mika Salo (Sauber–Petronas)                                          | Szabálytalan karosszéria. | Megfosztották hatodik helyezésétől, a mögötte végzett versenyzők egy-egy hellyel előrébb léptek. |
| 2000. március 26.    | brazil nagydíj                   | David Coulthard (McLaren–Mercedes)                                   | Túl alacsonyan lévő első szárny. | Megfosztották második helyezésétől, a mögötte végzett versenyzők egy-egy hellyel előrébb léptek. |
| 2000. május 21.      | európai nagydíj                  | Nick Heidfeld (Prost–Peugeot)                                        | Súlyhatár alatti autó (az időmérő edzésen). | Törölték a 13. rajthelyét, nem indulhatott a futamon. |
| 2000. július 12.     | osztrák nagydíj                  | Mika Häkkinen (McLaren–Mercedes)                                     | Hiányzó plomba az autó adatrögzítőjéről. | A McLaren–Mercedes nem kapta meg győzelemért járó pontokat a konstruktőrök világbajnokságában, Häkkinen viszont megtarthatta a helyezését és a pontjait. |
| 2001. május 13.      | osztrák nagydíj                  | Jarno Trulli (Jordan–Honda)                                          | Bokszutca elhagyása piros lámpánál. | 14 kör után fekete zászlóval kiintették. |
| 2002. március 3.     | ausztrál nagydíj                 | Enrique Bernoldi (Arrows–Cosworth)                                   | Tiltott autócsere (tartalékautóra váltás a futam kezdete után). | 15 kör után fekete zászlóval kiintették. |
| 2002. március 3.     | ausztrál nagydíj                 | Heinz-Harald Frentzen (Arrows–Cosworth)                              | Bokszutca elhagyása piros lámpánál. | 16 kör után fekete zászlóval kiintették. |
| 2004. június 13.     | kanadai nagydíj                  | Ralf Schumacher (Williams–BMW)                                       | Szabálytalan fékhűtőrendszer. | Megfosztották második helyezésétől, a mögötte végzett versenyzők legalább egy hellyel előrébb léptek. |
| 2004. június 13.     | kanadai nagydíj                  | Juan Pablo Montoya (Williams–BMW)                                    | Szabálytalan fékhűtőrendszer. | Megfosztották ötödik helyezésétől, a mögötte végzett versenyzők legalább két hellyel előrébb léptek. |
| 2004. június 13.     | kanadai nagydíj                  | Cristiano da Matta (Toyota)                                          | Szabálytalan fékhűtőrendszer. | Megfosztották nyolcadik helyezésétől, a mögötte végzett versenyzők legalább három hellyel előrébb léptek. |
| 2004. június 13.     | kanadai nagydíj                  | Olivier Panis (Toyota)                                               | Szabálytalan fékhűtőrendszer. | Megfosztották tizedik helyezésétől, a mögötte végzett versenyzők négy hellyel előrébb léptek. |
| 2004. június 20.     | amerikai nagydíj                 | Juan Pablo Montoya (Williams–BMW)                                    | Tartalékautóra váltás után a csapat emberei túl későn hagyták el a rajtrácsot. | 57 kör után fekete zászlóval kiintették. |
| 2005. április 24.    | San Marinó-i nagydíj             | Jenson Button (BAR–Honda)                                            | A csapat trükközött az autó súlyával (egy rejtett plusz benzintartályt csak az utolsó bokszkiálláskor tankoltak meg, hogy meglegyen a minimumsúly). | Megfosztották harmadik helyezésétől, a mögötte végzett versenyző egy, a hátrébb végzők a két kizárás miatt két hellyel előrébb léptek. A BAR csapatot eltiltották a következő két nagydíjon való indulástól. |
| 2005. április 24.    | San Marinó-i nagydíj             | Szató Takuma (BAR–Honda)                                             | A csapat trükközött az autó súlyával (egy rejtett plusz benzintartályt csak az utolsó bokszkiálláskor tankoltak meg, hogy meglegyen a minimumsúly). | Megfosztották ötödik helyezésétől, a mögötte végzett versenyzők két hellyel előrébb léptek. A BAR csapatot eltiltották a következő két nagydíjon való indulástól. |
| 2005. június 12.     | kanadai nagydíj                  | Juan Pablo Montoya (McLaren–Mercedes)                                | Bokszutca elhagyása piros lámpánál. | 52 kör után fekete zászlóval kiintették. |
| 2005. október 9.     | japán nagydíj                    | Szató Takuma (BAR–Honda)                                             | Ütközés okozása, aminek következtében Jarno Trulli kiesett. | Megfosztották 13. helyezésétől, a mögötte végzett versenyzők két hellyel előrébb léptek. |
| 2006. július 30.     | német nagydíj                    | Christijan Albers (MF1–Toyota)                                       | Szabálytalan hajlékony szárny. | Megfosztották 13. helyezésétől (a kettős kizárás miatt értékelhető helyezést elért versenyző nem végzett mögötte). |
| 2006. július 30.     | német nagydíj                    | Tiago Monteiro (MF1–Toyota)                                          | Szabálytalan hajlékony szárny. | Megfosztották 14. helyezésétől (értékelhető helyezést elért versenyző nem végzett mögötte). |
| 2006. augusztus 6.   | magyar nagydíj                   | Robert Kubica (BMW Sauber)                                           | Súlyhatár alatti autó (a gumik elhasználódása miatt). | Megfosztották hetedik helyezésétől, a mögötte végzett versenyzők egy hellyel előrébb léptek. |
| 2006. október 1.     | kínai nagydíj                    | Szató Takuma (Super Aguri–Honda)                                     | Kék zászló figyelmen kívül hagyása, ezzel közvetve baleset okozása. | Megfosztották 14. helyezésétől, a mögötte végzett versenyzők egy hellyel előrébb léptek. |
| 2007. június 10.     | kanadai nagydíj                  | Felipe Massa (Ferrari)                                               | Bokszutca elhagyása piros lámpánál. | 51 kör után mindkét versenyzőt kiintették fekete zászlóval. |
| 2007. június 10.     | kanadai nagydíj                  | Giancarlo Fisichella (Renault)                                       | Bokszutca elhagyása piros lámpánál. | 51 kör után mindkét versenyzőt kiintették fekete zászlóval. |
| 2007. augusztus 5.   | magyar nagydíj                   | Lewis Hamilton (McLaren–Mercedes)                                    | Rosszul kezelt konfliktus a csapat versenyzői között: Alonso az időmérő edzés végén sokáig maradt a bokszutcában, ezzel megakadályozva, hogy Hamilton újabb gyors kört futhasson.                                                                             | A McLaren nem kapta meg a Hamilton győzelméért járó pontokat a konstruktőrök világbajnokságában, a konstruktőri trófeát sem vehették át az eredményhirdetésen. |
| 2007. augusztus 5.   | magyar nagydíj                   | Fernando Alonso (McLaren–Mercedes)                                   | Rosszul kezelt konfliktus a csapat versenyzői között: Alonso az időmérő edzés végén sokáig maradt a bokszutcában, ezzel megakadályozva, hogy Hamilton újabb gyors kört futhasson.                                                                             | A McLaren nem kapta meg az Alonso negyedik helyéért járó pontokat a konstruktőrök világbajnokságában. |
| 2007. szeptember 13. | 2007-es Formula–1 világbajnokság | Lewis Hamilton (McLaren–Mercedes) Fernando Alonso (McLaren–Mercedes) | „Kémbotrány”: Mike Coughlan, a McLaren főtervezője fontos adatokat kapott a Ferrariról annak mérnökétől, Nigel Stepneytől. | Az olasz és a belga nagydíj között törölték a McLaren–Mercedes pontjait a konstruktőrök világbajnokságában, és az idény hátralévő futamain sem szerezhettek konstruktőri pontokat. Versenyzőik futamgyőzelme esetén az eredményhirdetésnél nem vehették át a konstruktőri trófeát. A versenyzőik megtarthatták a pontjaikat a világbajnokságban, és ezt követően is szerezhettek pontokat.                 |
| 2008. március 16.    | ausztrál nagydíj                 | Rubens Barrichello (Honda)                                           | Bokszutca elhagyása piros lámpánál. | Megfosztották hatodik helyezésétől, a mögötte végzett versenyzők egy-egy hellyel előrébb léptek. |
| 2009. március 29.    | ausztrál nagydíj                 | Lewis Hamilton (McLaren–Mercedes)                                    | Versenybírók félrevezetése: a biztonsági autós fázis alatt hagyta, hogy Jarno Trulli megelőzze, de a vizsgálat során ezt tagadta, így elsőre a harmadiknak befutó Trulli kapott időbüntetést biztonsági autó alatti előzésért, Hamilton előlépett harmadikká. | Megfosztották harmadik/negyedik helyezésétől. A harmadik helyezett a pályán elért eredménynek megfelelően Trulli lett, akinek a tévesen megítélt időbüntetését visszavonták. A Hamilton mögött végzett versenyzők (a pályán elért helyezésükhöz képest) egy-egy hellyel előrébb léptek (Trulli időbüntetésének visszavonása ezt ellensúlyozta azok esetében, akik a büntetés miatt előtte végeztek volna). |

## 2010–2019
| Dátum               | Nagydíj                          | Versenyző/csapat                                                        | Szabálytalanság                                                                                                   | Büntetés |
| ------------------- | -------------------------------- | ----------------------------------------------------------------------- | --- | --- |
| 2011. március 27.   | ausztrál nagydíj                 | Sergio Pérez (Sauber–Ferrari)                                           | Szabálytalan hátsó szárny.                                                                                        | Megfosztották hetedik helyezésétől. A mögötte végzett versenyzők (a kettős kizárás miatt) két-két hellyel előrébb léptek. |
| 2011. március 27.   | ausztrál nagydíj                 | Kobajasi Kamui (Sauber–Ferrari)                                         | Szabálytalan hátsó szárny.                                                                                        | Megfosztották nyolcadik helyezésétől. A mögötte végzett versenyzők két-két hellyel előrébb léptek. |
| 2012. szeptember 2. | belga nagydíj                    | Romain Grosjean (Lotus–Renault)                                         | Baleset okozása a rajt után.                                                                                      | Egy versenyről eltiltották. Az olasz nagydíjon Jérôme d’Ambrosio indult helyette. |
| 2014. március 16.   | ausztrál nagydíj                 | Daniel Ricciardo (Red Bull–Renault)                                     | Üzemanyag-átfolyási limit túllépése.                                                                              | Megfosztották második helyezésétől. A mögötte végzett versenyzők egy-egy hellyel előrébb léptek. |
| 2015. november 15.  | brazil nagydíj                   | Felipe Massa (Williams–Mercedes)                                        | Jobb hátsó kerék túlmelegítése.                                                                                   | Megfosztották nyolcadik helyezésétől. A mögötte végzett versenyzők egy-egy hellyel előrébb léptek. |
| 2018. augusztus 23. | 2018-as Formula–1 világbajnokság | Sergio Pérez (Force India–Mercedes) Esteban Ocon (Force India–Mercedes) | A csapat csődbe ment, eladták. A tulajdonosváltáshoz a csapat hitelezőinek hozzájárulása nem érkezett meg időben. | A konstruktőrök világbajnokságában elvették a Force India pontjait. Utóda, a Racing Point Force India a belga nagydíjtól kezdve új csapatként nevezhetett be a világbajnokságba, nulla pontról indulva. A versenyzők megtarthatták a pontjaikat. |
| 2018. szeptember 2. | olasz nagydíj                    | Romain Grosjean (Haas–Ferrari)                                          | Szabálytalan padlólemez.                                                                                          | Megfosztották hatodik helyezésétől. A mögötte végzett versenyzők egy-egy hellyel előrébb léptek. |
| 2018. október 21.   | amerikai nagydíj                 | Esteban Ocon (Force India–Mercedes)                                     | Üzemanyag-átfolyási limit túllépése.                                                                              | Megfosztották nyolcadik helyezésétől. A mögötte végzett versenyzők (a két kizárás miatt) két-két hellyel előrébb léptek. |
| 2018. október 21.   | amerikai nagydíj                 | Kevin Magnussen (Haas–Ferrari)                                          | Üzemanyag-fogyasztási limit túllépése.                                                                            | Megfosztották kilencedik helyezésétől. A mögötte végzett versenyzők két-két hellyel előrébb léptek. |

## Visszavont kizárások
| Dátum                | Nagydíj          | Versenyző/csapat             | Kérdéses eset                                      | Eredeti döntés | Módosított döntés |
| -------------------- | ---------------- | ---------------------------- | -------------------------------------------------- | --- | --- |
| 1976. május 2.       | spanyol nagydíj  | James Hunt (McLaren–Ford)    | A megengedettnél szélesebb autó (gumikkal együtt). | Huntot megfosztották győzelmétől, a mögötte végzett versenyzők egy-egy hellyel előrébb léptek, Niki Laudát (Ferrari) hozták ki győztesnek.                                                           | Két hónappal később a McLaren fellebbezése nyomán elfogadták azt az érvelést, hogy a verseny után a még forró gumik kitágultak, visszahűlésük után szabályos volt az autó szélessége. Visszaállították a futam eredeti végeredményét, Hunt győzött. |
| 1976. július 4.      | francia nagydíj  | John Watson (Penske–Ford)    | Szabálytalan hátsó szárny.                         | Megfosztották harmadik helyezésétől, a mögötte végzett versenyzők egy-egy hellyel előrébb léptek. | Egy hónappal később fellebbezésnek helyt adva visszaállították az eredeti végeredményt. |
| 1999. október 17.    | maláj nagydíj    | Eddie Irvine (Ferrari)       | Szabálytalan méretű légterelők.                    | Megfosztották győzelmétől, a mögötte végzett versenyzők (a kettős kizárás miatt) két-két hellyel előrébb léptek. Ez az eredmény Mika Häkkinen világbajnoki címét jelentette volna.                   | Öt nappal később elfogadták a Ferrari fellebbezését, visszaállították az eredeti végeredményt, ennek vizsgálata folytán a zárófutam előtt nyitott maradt a világbajnokság.                                                                          |
| 1999. október 17.    | maláj nagydíj    | Michael Schumacher (Ferrari) | Szabálytalan méretű légterelők.                    | Megfosztották második helyezésétől, a mögötte végzett versenyzők két-két hellyel előrébb léptek. Ezzel nemcsak a versenyzők világbajnoksága dőlt volna el, hanem a konstruktőri is a McLaren javára. | Öt nappal később elfogadták a Ferrari fellebbezését, visszaállították az eredeti végeredményt, ennek vizsgálata folytán a zárófutam előtt nyitott maradt a világbajnokság.                                                                          |
| 2001. szeptember 30. | amerikai nagydíj | Jarno Trulli (Jordan–Honda)  | A megengedettnél jobban kopó védőlemez.            | Megfosztották negyedik helyezésétől, a mögötte végzett versenyzők egy-egy hellyel előrébb léptek. | Négy héttel később elfogadták a Jordan csapat fellebbezését, visszaállították az eredeti végeredményt. A visszakapott pontokkal a Jordan megelőzte a konstruktőrök között a BAR-Hondát.                                                             |